# Tholymis citrina
Tholymis citrina is een libellensoort uit de familie van de korenbouten (Libellulidae), onderorde echte libellen (Anisoptera).
De wetenschappelijke naam Tholymis citrina is voor het eerst geldig gepubliceerd in 1867 door Hagen.